# Чемпионат мира по шорт-треку 1978
Чемпионат мира по шорт-треку 1978 года проходил с 8 по 9 апреля в Солихалле (Великобритания).

## Общий медальный зачёт
| Место         | Страна         | Золото | Серебро | Бронза | Всего |
| ------------- | -------------- | ------ | ------- | ------ | ----- |
| 1             | США            | 5      | 2       | 3      | 10    |
| 2             | Австралия      | 3      | 1       | 1      | 5     |
| 3             | Великобритания | 1      | 3       | 3      | 7     |
| 4             | Япония         | 1      | 1       | 2      | 4     |
| 5             | Канада         | 0      | 3       | 0      | 3     |
| Всего медалей | Всего медалей  | 10     | 10      | 9      | 29    |

## Медалисты

### Мужчины
| Дисциплина       | Золото                                                                          | Серебро                                                                     | Бронза                         |
| ---------------- | ------------------------------------------------------------------------------- | --------------------------------------------------------------------------- | ------------------------------ |
| Многоборье       | Джеймс Линч Австралия                                                           | Гарри Спрэгг Великобритания                                                 | Алан Рэттрей США               |
| 500 м            | Алан Рэттрей США                                                                | Гарри Спрэгг Великобритания                                                 | Джеймс Линч Австралия          |
| 1000 м           | Джеймс Линч Австралия                                                           | Алан Рэттрей США                                                            | Малькольм Пауэр Великобритания |
| 1500 м           | Джеймс Линч Австралия                                                           | Гарри Спрэгг Великобритания                                                 | Алан Люк Великобритания        |
| 3000 м           | Хироси Тода Япония                                                              | Гарри Спрэгг Великобритания                                                 | Алан Люк Великобритания        |
| Эстафета, 5000 м | Великобритания Алан Люк Филип Уокер Брайан Картленд Малкольм Пауэр Гарри Спрэгг | Австралия Майкл Ричмонд Майкл Хирн Денис Пеннингтон Пол Уильямс Джеймс Линч | место не присуждалось          |

### Женщины
| Дисциплина       | Золото                                                          | Серебро                                                               | Бронза                                                                              |
| ---------------- | --------------------------------------------------------------- | --------------------------------------------------------------------- | ----------------------------------------------------------------------------------- |
| Многоборье       | Сара Доктер США                                                 | Миёси Като Япония                                                     | Пэтти Лайман США                                                                    |
| 500 м            | Пэтти Лайман США                                                | Бренда Уэбстер Канада                                                 | Кей Диблинг Великобритания                                                          |
| 1000 м           | Миёси Като Япония                                               | Пегги Хартрич США                                                     | Пэтти Лайман США                                                                    |
| 1500 м           | Сара Доктер США                                                 | Бренда Уэбстер Канада                                                 | Миёси Като Япония                                                                   |
| 3000 м           | Сара Доктер США                                                 | Кэти Тёрнбулл Канада                                                  | Миёси Като Япония                                                                   |
| Эстафета, 3000 м | США · Сара Доктер · Доротея Бойс · Пегги Хартрич · Пэтти Лайман | Канада · Кэти Тернбулл · Сильви Дэгль · Бренда Уэбстер · Дениз Ганьон | Япония · Мияко Касахара · Сейко Мизутани · Мика Като · Миёси Като · Минако Кувабара |